# 三上小又
三上 小又（みかみ こまた、11月11日 - ）は、日本漫画家、イラストレーター。男性。石川県金沢市出身。代表作は『ゆゆ式』。ペンネームの「三上小又」は、本名の1文字である「淑」という漢字をバラバラにしたものである。描写面では手のリアル感にこだわっているという。

## 来歴
2008年に、まんがタイムきららで『ゆゆ式』の連載が開始される。
2013年4月から6月まで、ゆゆ式のテレビアニメが放送された。2017年2月にゆゆ式のOVAが発売された。

## 作品リスト

### 漫画作品
- ゆゆ式（『まんがタイムきらら』2008年 - 連載中）
- 『けいおん！』のアンソロジー寄稿作品（原作：かきふらい）
  - 『「けいおん！」アンソロジーコミック みんなでうん☆たん』2009年[5]
  - 『けいおん！アンソロジーコミック』1巻、2009年[6]

### 書籍
- 『ゆゆ式』芳文社〈まんがタイムKRコミックス〉2009年 - 刊行中、既刊14巻

### その他
- ひだまりスケッチ×☆☆☆（テレビアニメ、2010年）第8話提供バック
- ご注文はうさぎですか?（テレビアニメ、2014年）第5話エンドカード
- きららファンタジア（ゲーム、2017年）キャラクターデザイン、シナリオ、監修
- きんいろモザイクThank you!!（劇場アニメ、2021年）応援コメント[7]
- ばっどがーる（テレビアニメ、2025年)  第4話エンドカード